# Doveren
Die Ortschaft Doveren liegt in der Stadt Hückelhoven im Kreis Heinsberg, im äußersten Westen von Nordrhein-Westfalen, am linken Niederrhein und nicht weit der Grenze zu den Niederlanden. Neben dem eigentlichen Ortskern, früher von den Einheimischen zumeist „het Dörp“ (= das Dorf) genannt, gehören auch die beiden Ortsteile Doverhahn und Doverheide zur bis lange nach dem Zweiten Weltkrieg stark landwirtschaftlich geprägten sehr alten Gemeinde.

## Geographie
Nachbarorte sind Kleingladbach, Houverath, Hetzerath, Hückelhoven, Granterath, Hilfarth, Brachelen und Baal.

## Geschichte

### Ortsgeschichte
Doveren dürfte weit über 2000 Jahre alt sein, denn sein Name leitet sich vom keltisch-germanischen Dubra (dt. Gewässer bzw. am Wasser) ab, das die Römer latinisierten und zu Dubris machten. In diesem Zusammenhang ist auch die enge namentliche Verwandtschaft zur Hafenstadt Dover am Ärmelkanal in der Grafschaft Kent, England zu sehen. Deren Name änderte sich im Laufe der Jahrhunderte von Dubra über Dubris, Dofras, Doferum, Douer, Dovor und Dower bis hin zum heutigen Dover.

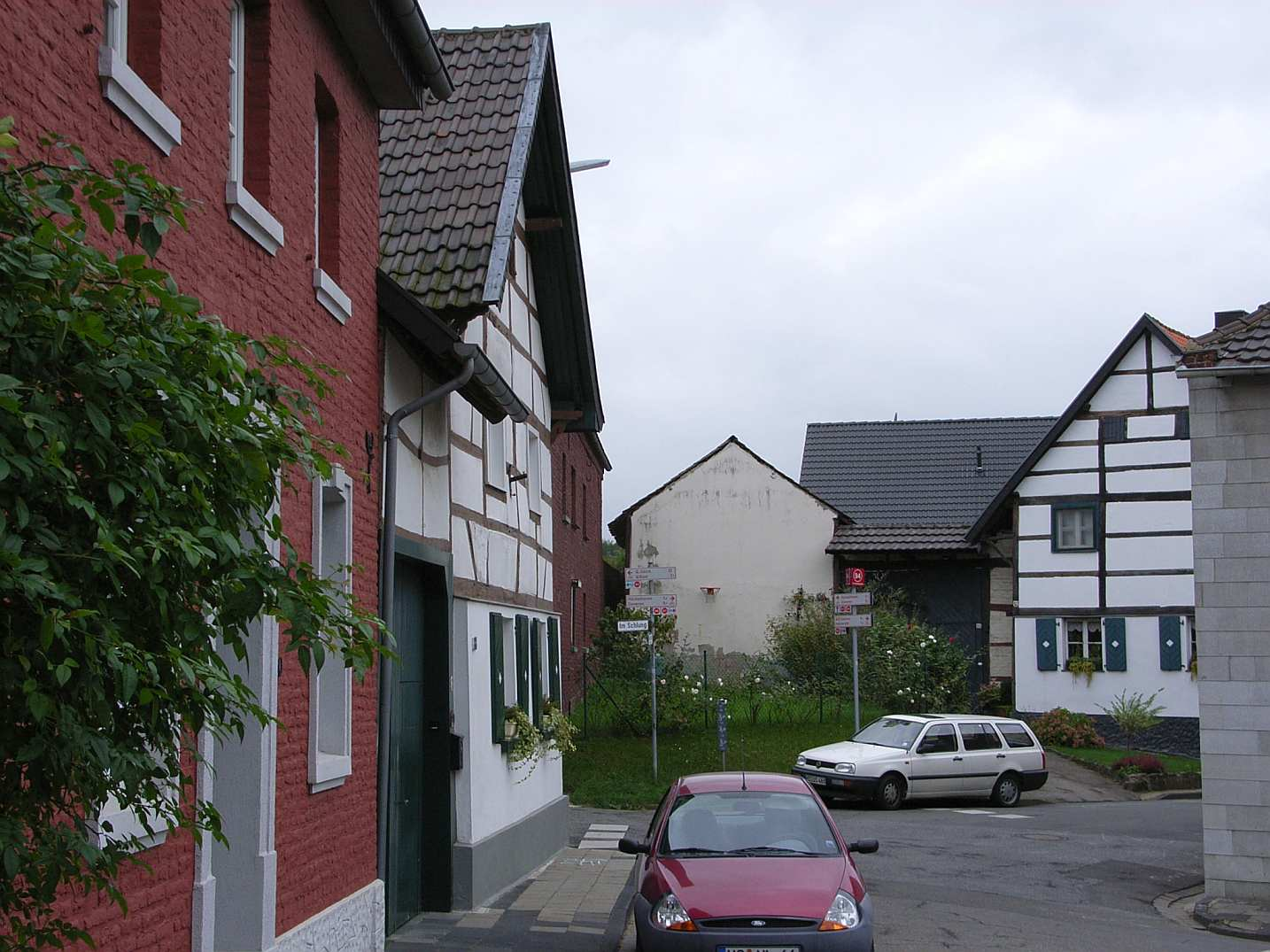
Fachwerkhäuser in Doverhahn

Auf dem Areal von Doveren gibt es auch jetzt noch insgesamt drei Bäche, das alte Flussbett der Rur war nur einen guten Steinwurf von Doverheide entfernt und darüber hinaus gab es zumindest früher einige Weiher und Feuchtgebiete, die jedoch längst durch die Grundwasserspiegel-Absenkungen des nahen Braunkohlereviers der Rheinbraun ausgetrocknet sind. Vermutlich hat dieser ursprüngliche Wasserreichtum zu ersten Besiedlungen des Geländes durch die Kelten oder Germanen geführt. Später kamen dann die Römer in die Gegend und mindestens einer ihrer zahlreichen Heerwege kreuzte die Ausläufer des heutigen Doverheide.
Die älteste bekannte Urkunde, in der Doveren bereits erwähnt wird, betrifft den Verkauf des sogenannten Kühlerhofs, im Jahre 1148 an die Abtei Rolduc (Kloosterrade).
Doveren gehörte im Mittelalter und in der Frühen Neuzeit zum Amt Wassenberg im Herzogtum Jülich und hatte eine eigene Gerichtsbarkeit. Zum Gerichtsort Doveren gehörten auch Baal (diese Ortschaft allerdings nur teilweise), Doverack, Doverhahn, Doverheide, Hetzerath, das Kloster Hohenbusch, Hückelhoven, Granterath und der oben erwähnte Kühlerhof.
Die ehemals eigenständige Gemeinde Doveren wurde durch das Aachen-Gesetz am 1. Januar 1972 zu einem Stadtteil von Hückelhoven.

### Einwohnerentwicklung
Wie Hückelhoven selbst so wuchs auch das nur rund 1 km entfernte Doveren im 20. Jahrhundert relativ schnell durch den Zuzug von vielen Grubenarbeitern, die eine Beschäftigung bei der Zeche Sophia-Jacoba fanden. Besonders die „Alte Siedlung“ und später die „Neue Siedlung“ wurden zur neuen Heimat für die anfänglich zumeist deutschen Kumpels, denen ab den 1960ern auch Gastarbeiter aus Südeuropa und besonders der Türkei folgten. Im letzten Viertel des 20. Jahrhunderts entstanden vermehrt neue Häuser entlang der alten Bahntrasse von Hückelhoven nach Baal, genau in dem Gebiet, in dem sich einstmals der Fußballplatz vom FC Viktoria Doveren befand.
Im Jahr 2004 wurde das 5,5 Hektar große Neubaugebiet „Doverheide“ im Ortsteil Doveren erschlossen, welches Platz für etwa 250 neue Einwohner schuf.
Einwohnerzahlen
Die Zahlen von 1961 und 1970 sind Volkszählungsergebnisse.
| Jahr | 1885 | 1925 | 1933 | 1939 | 1961 | 1970 | 2014 |
| Ew.  | 0923 | 1085 | 1113 | 1405 | 2412 | 2434 | 3019 |

## Wappen

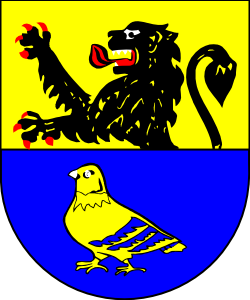
Das ehemalige Gemeindewappen

Das Wappen ist in Gold und Blau unterteilt. Oben ein schwarzer Löwe mit roter Zunge und roten Tatzen, unten in Blau eine goldene Taube mit weißem Schnabel.
Das Doverener Wappen bezieht sich auf ein altes Schöffensiegel, das dem Dingstuhl Doveren in Jülicher Zeit verliehen wurde. Es zeigt im oberen Teil den Jülicher Löwen, im unteren die Taube als redendes Symbol, das den Ortsnamen (mundartlich Duevere, wie mundartlich „Dueve“ für Tauben) darstellt. Das Wappen wurde der Gemeinde am 6. Oktober 1955 vom Innenminister Nordrhein-Westfalens verliehen, verlor aber mit der Eingemeindung nach Hückelhoven im Jahr 1972 seine Bedeutung.

## Sehenswürdigkeiten

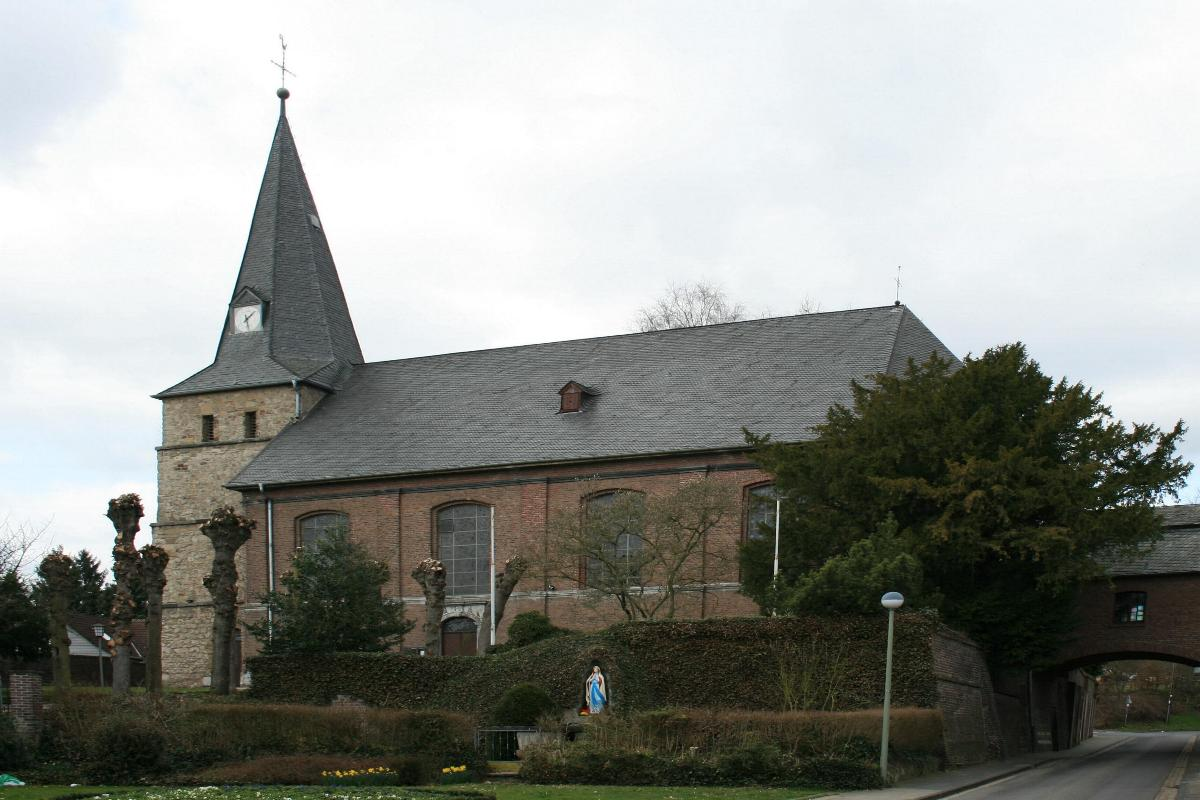
Die kath. Pfarrkirche St. Dionysius in Doveren

### Die Sakristei vonSankt Dionysius
Die Sakristei der kath. Kirche St. Dionysius in Doveren wurde, fast schon im Stil der Brücken von Venedig, als eine Art Rundbogenbau zwischen Pfarr- und Gotteshaus quer über die Straße, die zum Nachbarort Houverath führt, errichtet.

### Der Wald der blauen Blumen

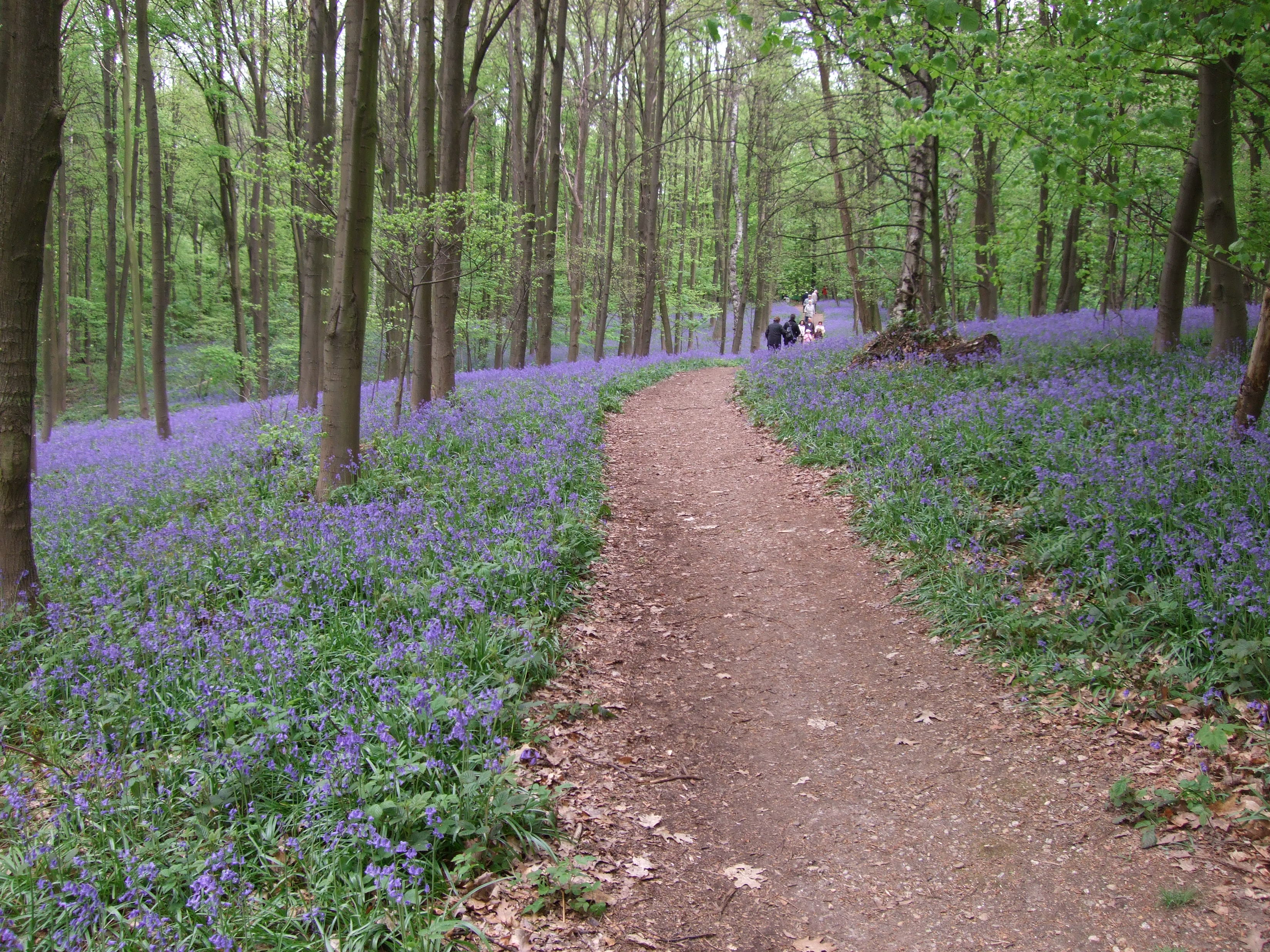
Der „Wald der blauen Blumen“ zwischen Doveren und Baal (2008)

In einem kleinen Wäldchen südöstlich der Ortsmitte Doverens, auch der „Wald der blauen Blumen“ genannt, gibt es in jedem Frühjahr ein regelrechtes Blütenmeer zu erleben. Von Mitte April bis Mitte Mai (je nach Witterung) ist hier der Waldboden großflächig wie mit einem dichten blau-grünen Teppich aus Hasenglöckchen (Hyacinthoides non-scripta) bedeckt.

### Sonstige Sehenswürdigkeiten
- Das denkmalgeschützte Gut Grittern
- Die denkmalgeschützte Pfarrkirche St. Dionysius

## Verkehr
Doveren gehört zum Aachener Verkehrsverbund (AVV). Durch den Ort führen die Buslinien 401, 402, 495, SB 5 und HÜ2 der WestVerkehr. Es verkehrt auch der Disco-Bus.
Zudem verkehrt der Multi-Bus seit dem 9. Juni 2024 kreisweit erweitert und zu einheitlichen Bedienzeiten. Mehr Informationen gibt es bei WestVerkehr.
| Linie     | Verlauf |
| --------- | --- |
| 401       | Erkelenz Bf – Erkelenz ZOB – Scheidt – Granterath – Hetzerath – Doveren – Hückelhoven – Schaufenberg – Ratheim – (Dremmen Bf –) Oberbruch – Grebben – Heinsberg Kreishaus – Heinsberg Busbf                                                  |
| 402       | (Erkelenz ZOB → Erkelenz Süd) / (Erkelenz Bf ← Erkelenz Süd) – Granterath – Baal Kirche – Baal Bf – Doveren – Hückelhoven – Millich – Ratheim – Dremmen Bf – Oberbruch – Grebben – (Heinsberg Kreishaus –) Heinsberg Busbf                   |
| 495       | Katzem – (Kleinbouslar ←) Lövenich – Baal Kirche – Baal Bf – Doveren – Hückelhoven – Schaufenberg – Ratheim – Krickelberg – Orsbeck Friedhof – Wassenberg                                                                                    |
| SB5       | Schnellbus: Baal Bf – Doveren – Hückelhoven – Millich – Ratheim – Wassenberg – Wildenrath – Dalheim Bf |
| HÜ2       | Rurich – Baal Süd – Baal Bf – Doveren – Hückelhoven – Kleingladbach oder (Ratheim –) Millich – Schaufenberg (– Kleingladbach) |
| Disco-Bus | DiscoBus: nur in den Nächten Fr/Sa (kein AVV-Tarif) Jülich Neues Rathaus – Walramplatz – Koslar – Barmen – Abwz. Floßdorf – Rurdorf – Linnich Rathaus – Glimbach – Körrenzig – Rurich – Baal Bf – Abzw. Doverheide – Hückelhoven – Himmerich |

Im EXPO-Jahr 2000 wurde die Kohlenwäsche der ehemaligen Zeche Sophia-Jacoba in Ratheim kurzfristig als Inbetriebsetzungsstützpunkt für ICE-Triebzüge genutzt, wodurch es zu dem kuriosen Umstand kam, dass auch ICEs durch Doveren fuhren.

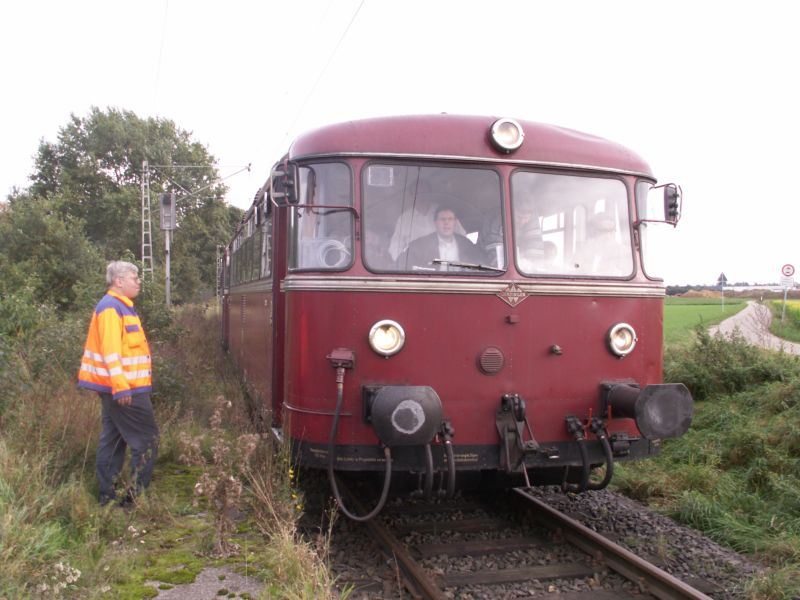
Schienenbus auf Sonderfahrt am ehemaligen Haltepunkt Doveren

Der Aachener Verkehrsverbund sah ursprünglich in seinem Zielkonzept 2013 eine Reaktivierung der Strecke (Wassenberg –) Ratheim – Baal, stillgelegter Teil der Bahnstrecke Jülich–Dalheim, für den Personenverkehr vor. An dieser Strecke hatte Doveren einen Haltepunkt, der bis September 1980 von Personenzügen bedient wurde. Den Plänen steht allerdings die Absicht der Stadt Hückelhoven gegenüber, die Strecke zum Bau einer Ortsumgehung teilweise zu überbauen, was eine spätere Reaktivierung verteuern würde.
Der nächstgelegene Bahnanschluss ist der rund 800 Meter südlich von Doveren gelegene Bahnhof Baal, an der Eisenbahnlinie Aachen–Erkelenz–Mönchengladbach–Düsseldorf. Von dort verkehren Züge in Richtung Aachen und Mönchengladbach.
Die am Ort vorbeifließende Rur war in früheren Jahrhunderten schiffbar. Sie stellte eine wichtige Verkehrsader für die Region dar und gab den Heinsberger Landen einen Zusammenhalt. Flussaufwärts konnte sie teilweise nur mittels Treideln befahren werden. Die Wege entlang der Rur führten ins Jülicher und ins Limburger Land.

## Persönlichkeiten
In diesem Abschnitt sind in Doveren geborene Personen oder Personen, die eng mit dem Ort verknüpft sind, aufgelistet.
- Peter Weidtmann (* 15. Mai 1647 in Doveren; † 23. Mai 1715 in Ratingen), Orgelbauer.
- Hermann-Josef Mackenstein (* 1848 in Doveren; † 1924), lebte in Paris, erfand und stellte Fotokameras her.
- Adam Josef Cüppers (* 14. Juni 1850 in Doveren; † 1936 in Ratingen), lebte als Lehrer in Ratingen, wo er 1921 Ehrenbürger wurde. Als Schriftsteller verfasste er rund 30 Werke.
- Will Schwarz (* 29. Dezember 1894 in Hückelhoven; † 13. Juli 1946 in Amorbach), expressionistischer Maler.
- Paul Michael Lützeler (* 4. November 1943 in Doveren), deutsch-amerikanischer Literaturwissenschaftler, Professor an der Washington University in St. Louis.
- Eddi Laumanns (* 1952 in Hückelhoven), Motorsportjournalist, Pressefotograf und Fachbuchautor.
- Rainer Kalb (* 1954 in Erkelenz), Fußballjournalist und Fachbuchautor.
- Hubert Minkenberg (* 1955 in Hückelhoven), Musiker und Musikwissenschaftler.
- Marie-Luise Wolff (* 1958 in Doveren), Wirtschaftsmanagerin.
- Rolf Kalb (* 1959 in Doveren), Sportjournalist, Fachbuchautor und Eurosport-Kommentator.
- Beate Görtz (* 1969 in Erkelenz), Dreifache Altersklassen-Siegerin der Ironman World Championships (2010, 2011, 2019).

## Vereine

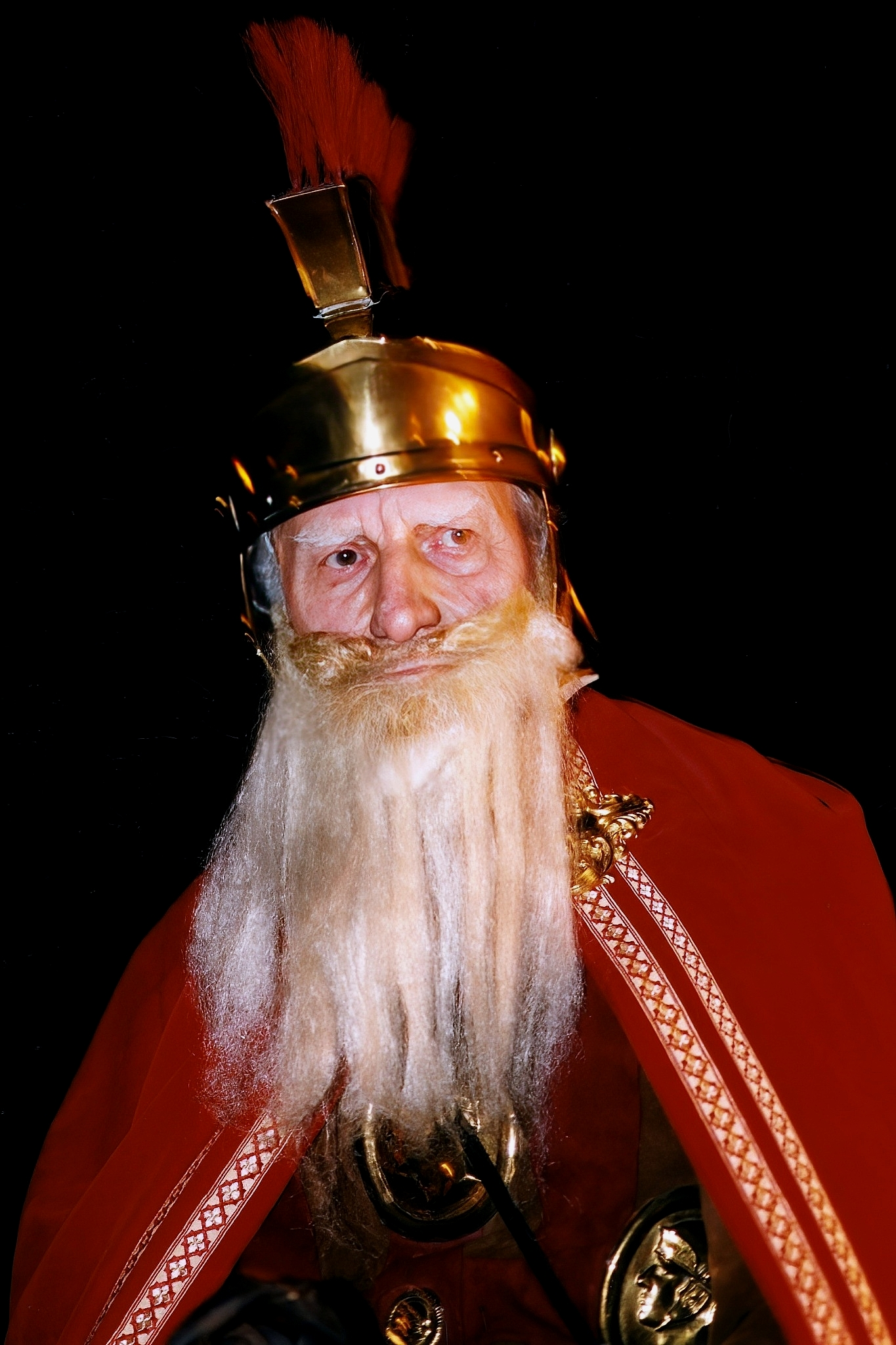
Für über 50 Jahre in Serie Sankt Martin Doverens: Matthias Jansen

Doveren beheimatet eine relativ große Anzahl verschiedener Vereine, die der Bevölkerung vielfältige Möglichkeiten zur Mitgestaltung des Dorflebens bieten. Neben den größten und bekanntesten Vertretern der Vereinskultur im Rheinland, der St.-Sebastianus-Schützenbruderschaft, der Freiwilligen Feuerwehr Doveren und des Karnevalsvereins K.G. Tipp existieren in Doveren noch einige weitere Vereine. Die kath. Frauengemeinschaft und der Fußballverein F.C. Viktoria Doveren mit all seinen Jugend-, Erwachsenen- und Altersmannschaften sind hierbei die größten Vertreter. Zu den kleineren Vereinen des Ortes zählen das Trommlercorps T.C. Leonardo, der Gartenbau- und Siedlerverein, der Tischtennisverein und der Motorsportverein.
Darüber hinaus gibt es ein Sankt-Martins-Komitee, das jährlich einen Martinszug organisiert. Über die Jahrtausendwende hinaus war Doverens langjähriger Schiedsmann Matthias Jansen der „Rekord-Sankt-Martin“ Deutschlands, hatte er doch zwischen 1947 und 1999 (zu diesem Zeitpunkt bereits 92 Jahre alt) 52-mal ohne Unterbrechung als Sankt Martin, im Laufe der Jahre auf insgesamt sechs verschiedenen Pferden, den Zug begleitet. Was im Rahmen seines letzten Einsatzes auch dem WDR Fernsehen einen von Brigitte Büscher moderierten Lokalzeit-Bericht mit Live-Schaltung zum lodernden Martinsfeuer nach Doveren wert war.
Traditionell existieren auch noch einige Taubenzüchtervereinigungen, die aus der bergmännisch geprägten Geschichte Doverens erhalten geblieben sind. Außerdem hat sich in jüngerer Vergangenheit die Pfadfinderschaft mit ihrem Stamm Kreuzherren erneut in Doveren etabliert.